# Alameda de Hércules

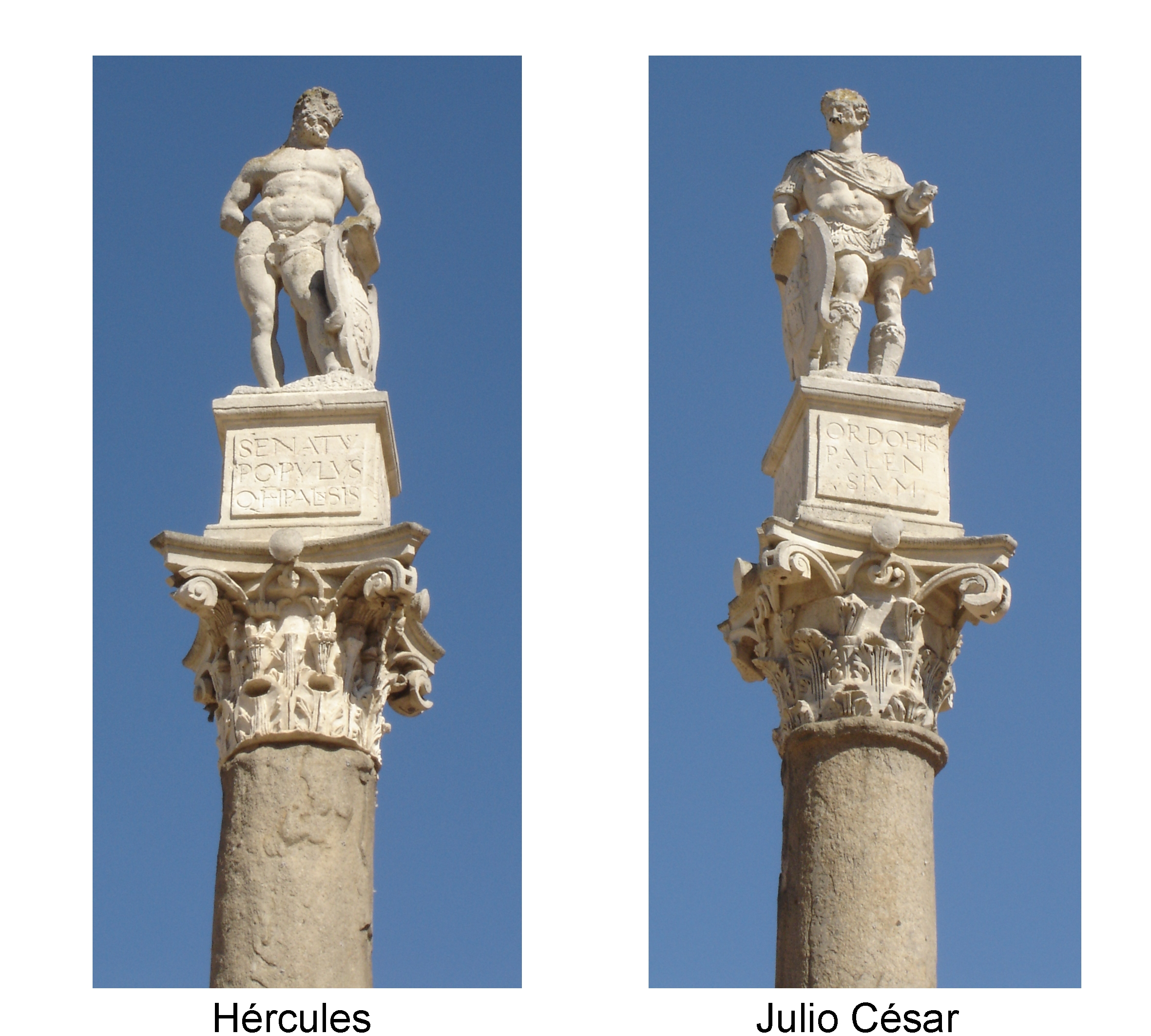
Le colonne con le statue di Ercole e Giulio Cesare

La Alameda de Hércules, detta anche più brevemente Alameda, è una piazza di Siviglia, vicina da un lato al fiume Guadalquivir e dall'altro al quartiere della Macarena. Si trova a pochi minuti dal centro commerciale della città.

## Storia e descrizione
Risale al 1574, anno in cui il Conte di Barajas piantò in questi terreni, a quell'epoca acquitrinosi per le frequenti inondazioni dovute alla vicinanza del fiume, con alberi e fontane. Uno degli estremi fu ornato nel 1578 con due colonne provenienti da un tempio romano dedicato a Ercole. In cima furono collocate due sculture: una di Giulio Cesare, restauratore di Hispalis (antico nome di Siviglia), e l'altra di Ercole, mitico fondatore della città. Autore delle due sculture è Diego de Pasquera. All'altro estremo della piazza, nella seconda metà del XVIII secolo, furono collocate altre due colonne, ornate con leoni e scudi rappresentanti la Spagna e Siviglia.
L'Alameda è stata per molto tempo una delle zone a maggior rischio di inondazione della città, ad esempio, si riporta che nel 1649, la piazza fosse talmente inondata da rendere necessario l'uso di barche per attraversarla.
Nel 1876 i piedistalli delle colonne furono protetti con inferriate. Nel 1885 fu collocata presso le colonne con i leoni una fontana di marmo, proveniente dalla Plaza de San Francisco, accanto al palazzo del Comune. Successivamente fu nuovamente spostata in altri luoghi della città e si trova in Plaza San Leandro.
Da pochi anni non è più sede del "mercadillo" della domenica (1975-2004), spostato in seguito in un'altra zona della città. È una delle zone più frequentate in serata, per la presenza di molti bar, ristoranti e locali notturni; la prostituzione, per la quale fu famosa per molti anni, è molto ridotta se non scomparsa.